# Casper Høyberg
Casper Høyberg (født 17. marts 1966), er en dansk filmfotograf.

## Filmografi
- Vejen er lang - om Kvindebevægelsens historie (2016)
- Møbler til tiden - en film om Børge Mogensen (2015)
- Min lille hund Mester - Katteballade (2015)
- De små vilde (2013)
- ''De små vilde: forår (2013)
- De små vilde: sommer (2013)
- De små vilde: efterår (2013)
- De små vilde: vinter (2013)
- Jeg hader ADHD - børn i en diagnosetid (2013)
- The Human Scale (2012)
- Sådan er søskende - Lige midt imellem (2011)
- Hun synger (2011)
- Et raadhus til alvor og fest (2010)
- Storvask (2010)
- Mig og jøderiet (2009)
- Specialisterne (2009)
- Lê Lê - De jyske vietnamesere (2008)
- Birds and bells (2006)
- Fuck hva' nice? (2006)
- Hønsenes have (2006)
- Inden for mine øjne (2006)
- Kan man dø i himlen (2005)
- Biernes by (2004)
- Storvask (2003)n
- Little People: Big Discoveries (2002)
- Min største gave (2001)
- Levende ord 3: Mødet med det fremmede (2001)
- Anja & Viktor (2001)
- Love Birds (2000)
- Øjesten (1999)
- Oasis & The 77 Puppets (1998)
- Laslos tema (1998)
- At gå op ad væggen (1997)
- Balladen med Bob (1997)
- Et hundeliv (1996)
- Balladen om Holger Danske (1996)
- Min jødiske bedstefar - Portræt af en rejse (1994)
- A lie (1993)
- Lykkelige Jim (1993)
- 2400 NV (1992)
- Brudevalsen (1991)
- Perfect world (1990)
- Gurps (1990)
- Sangen om kirsebærtid (1990)
- Tretten (1989)
- Bamse i E-mol (1989)
- Kvantefysikkens lære (1989)
- Puslespil (1989)
- Holland House (1988)
- Hjem til jul (1988)
- Ansigt til ansigt (1987)
- En meget gammel herre med kæmpestore vinger (1986)
- Politiet i virkeligheden (2). Lighed for loven (1986)
- Politiet i virkeligheden (3). Konsekvenser (1986)
- Politiet i virkeligheden (1). Kontrolbilledet (1986)